# Почётные граждане Запорожья
Ниже приведен список почётных граждан Запорожья.

## Почётные граждане
| Ф. И. О.                               | Даты жизни                          | Деятельность | Дата присвоения  |
| -------------------------------------- | ----------------------------------- | --- | ---------------- |
| Бастрыга, Иван Михайлович              |                                     | | 5 октября 2011   |
| Баш, Яков Васильевич                   | 8 августа 1908 — 14 марта 1986      | Писатель, член президиума Союза писателей Украины. | 4 сентября 1970  |
| Безлепкин, Леонид Александрович        |                                     | | 3 октября 2012   |
| Беладзе, Юрий Юханович                 |                                     | | 6 октября 2010   |
| Беликов, Сергей Борисович              | р. 26 июня 1953                     | и. о. ректора Национального университета «Запорожская политехника», учитывая его весомый личный вклад в социально-экономическое, научно-техническое, культурно-образовательное развитие города Запорожье, повышение статуса города на государственном и международном уровне | 26 августа 2020  |
| Березовский, Михаил Наумович           |                                     | Директор по строительству и социальному развития ПАО «Мотор Сич» |                  |
| Богуслаев, Вячеслав Александрович      | 28 октября 1938                     | Народный депутат Украины, председатель совета директоров ОАО «Мотор Сич», Герой Украины. | 15 октября 2003  |
| Бойко, Михаил Акимович                 | 1 июля 1899 — август 1986           | Заслуженный металлург УССР, Герой Социалистического Труда. | 27 октября 1967  |
| Бочкарёв, Юрий Георгиевич              | 2 сентября 1938 — 21 июня 2011      | Генеральный директор ОАО «Днепроэнерго», заслуженный энергетик Украины. | 31 января 2003   |
| Бурбовский, Олег Александрович         | 6 сентября 1937                     | Председатель правления Запорожской областной организации Национального союза фотохудожников Украины, Заслуженный работник культуры Украины. | 23 сентября 2009 |
| Бурмака, Василий Антонович             | 25 февраля 1918 — 9 сентября 2014   | Лётчик. Герой Советского Союза | 18 августа 1998  |
| Ванат, Пётр Михайлович                 | 28 января 1938 — 8 февраля 2017     | Президент Запорожского областного союза промышленников и предпринимателей (работодателей) «Потенциал». | 23 сентября 2009 |
| Василий (Златолинский)                 | 12 ноября 1932 — 1 декабря 2022     | Епископ Украинской православной церкви (Московского патриархата) на покое, в 1992—2009 годы — архиепископ Запорожский и Мелитопольский. | 5 октября 2011   |
| Водениктов, Иван Георгиевич            | 13 апреля 1932                      | Председатель Президиума Запорожского областного совета Украинского общества охотников и рыболовов. | 5 июня 2002      |
| Гапон, Александр Иванович              | 4 июля 1940 — 7 апреля 2021         | Украинский и советский театральный актёр. Народный артист Украины (1992) | 3 октября 2012   |
| Головко, Владимир Михайлович           |                                     | | 26 августа 2015  |
| Головко, Александр Степанович          |                                     | Президент Запорожского областного союза промышленников и предпринимателей (работодателей) «Потенциал», председатель Запорожского городского Совета народных депутатов (1992-1997), Запорожский городской голова (1997-2000), учитывая его весомый личный вклад в социально-экономическое, культурное развитие города Запорожье, повышение статуса города на государственном и международном уровне | 26 августа 2020  |
| Грищенко, Владимир Федосеевич          |                                     | | 6 октября 2010   |
| Данилов, Алексей Ильич                 | 26 января 1897 — 23 июля 1981       | Советский военачальник. Генерал-лейтенант. | 13 октября 1973  |
| Джигурда, Ольга Петровна               | 7 декабря 1901 — 10 декабря 1986    | Русскоязычная украинская писательница. | 4 сентября 1970  |
| Дымов, Георгий Степанович              | 1930—1989                           | Герой Социалистического Труда, Заслуженный строитель РСФСР. | 25 марта 1982    |
| Дубовец, Николай Аксентьевич           | 15 июля 1931 — 23 ноября 2003       | Заслуженный энергетик Украины. | 15 июня 2001     |
| Егоров, Борис Кузьмич                  |                                     | Художник, член Национального союза художников Украины | 25 сентября 2013 |
| Жаботинский, Леонид Иванович           | 28 января 1938 — 14 января 2016     | Заслуженный мастер спорта по тяжёлой атлетике. Двукратный олимпийский чемпион (1964, 1968) по тяжёлой атлетике, чемпион мира (1964—1966, 1968), чемпион Европы (1966, 1968), пятикратный чемпион СССР. | 24 декабря 2003  |
| Жиловский, Виктор Дмитриевич           | 5 апреля 1931 — 31 марта 2014       | Герой Социалистического Труда, почётный металлург. | 24 сентября 1987 |
| Залош, Пётр Степанович                 | 30 сентября 1927                    | Заслуженный металлург РСФСР. | 4 сентября 1970  |
| Зибров, Борис Григорьевич              | 19 марта 1939                       | Полный кавалер ордена Трудовой Славы. Почётный металлург СССР. | 26 сентября 1987 |
| Иванов, Виктор Андреевич               | 10 ноября 1910 — 13 августа 2003    | Герой Социалистического Труда, заслуженный машиностроитель УССР | 27 апреля 1978   |
| Иванов, Владимир Евменович             | 7 ноября 1926 — июнь 2006           | Герой Социалистического Труда, заслуженный строитель РСФСР. | 4 сентября 1970  |
| Ивченко, Александр, Георгиевич         |                                     | | 10 сентября 2014 |
| Ильинков, Дмитрий Владимирович         | 3 февраля 1927                      | Директор Института титана. | 28 февраля 2006  |
| Исаева, Таисия Ивановна                |                                     | генеральный директор Запорожского областного государственного коммунального сельскохозяйственного предприятия «Запорожзеленхоз» | 25 сентября 2013 |
| Карташов, Евгений Григорьевич          | 1 января 1942                       | Городской голова Запорожья в 2003—2010 годах. | 24 сентября 2008 |
| Ключик, Леонид Семёнович               | р. 20 марта 1950                    | директор детско-юношеской спортивной школы «Металлург Запорожье» по футболу (2009-2019), учитывая его активную деятельность и участие в реализации государственной политики в сфере физической культуры и спорта, весомый личный вклад в развитие и популяризацию футбола в городе Запорожье и Украине                                                                                             | 26 августа 2020  |
| Козак, Раиса Алексеевна                | 10 января 1935 — май 2024           | Директор Запорожской детской железной дороги. | 28 августа 2007  |
| Колесник, Юрий Михайлович              |                                     | ректор Запорожского государственного медицинского университета, учитывая его выдающиеся заслуги в области науки, медицины, образования, значительный личный вклад в социально-экономическое, научно-образовательное развитие города Запорожье, укрепления международного имиджа и повышение статуса города Запорожье                                                                               | 26 августа 2020  |
| Конотоп, Карп Трофимович               |                                     | Специалист авиационной промышленности. Внёс большой вклад в развитие отечественного моторостроительного производства. | 27 октября 1967  |
| Короленко, Виктор Дмитриевич           |                                     | | 26 августа 2015  |
| Костюков, Павел Яковлевич              | 18 октября 1921 — 22 сентября 2005  | Директор Запорожского трамвайно-троллейбусного управления в 1967—1987 годах. | 9 октября 2001   |
| Кравчун, Степан Иванович               | 9 апреля 1936 — 25 ноября 2019      | Генеральный директор ПО «ЗАЗ» в 1983—1996 годах. | 1 августа 2005   |
| Кузьменко, Борис Терентьевич           | 28 августа 1930                     | Начальник управления «Днепрострой» (с 1976). Под его руководством была построена ДнепроГЭС-2. При участии Кузьменко в Запорожье были построены однокамерный шлюз, мост через Днепр в северной части острова Хортица, электроаппаратный и энергомеханический заводы, завод сверхмощных трансформаторов, жилые кварталы, объекты социального, культурного и бытового назначения.                     | 30 ноября 2016   |
| Леженко, Даниил Дмитриевич             | 13 декабря 1895 — 28 октября 1970   | Советский партийный и хозяйственный деятель. | 27 октября 1967  |
| Лелюшенко, Дмитрий Данилович           | 2 ноября 1901 — 20 июля 1987        | Советский военный деятель. Генерал армии. Дважды Герой Советского Союза. Герой ЧССР. | 13 октября 1973  |
| Липский, Генрих Николаевич             |                                     | | 3 октября 2012   |
| Лютый, Григорий Иванович               |                                     | Поэт, заслуженный деятель искусств Украины, главный редактор литературного журнала «Хортица» | 29 августа 2018  |
| Михайлов, Павел Андреевич              | 21 декабря 1911 — 20 декабря 1978   | Ректор Запорожского машиностроительного института в 1957—1978. Специалист в области выносливости и усталости металлов | 3 октября 2012   |
| Муравченко, Фёдор Михайлович           | 18 марта 1929 — 8 февраля 2010      | Генеральный конструктор ЗМКБ «Прогресс» имени А. Г. Ивченко, Герой Украины. | 31 марта 2004    |
| Мурадян, Рафаэль Азисович              | 22 августа 1931                     | Вице-президент Союза промышленников и предпринимателей «Содружество» в 1989—1999 годах. | 5 июня 2002      |
| Нагнибида, Николай Львович             | 20 сентября 1911 — 16 сентября 1985 | Украинский поэт, переводчик, Заслуженный работник культуры Белорусской ССР | 27 сентября 1971 |
| Никоненко, Александр Семёнович         | 9 ноября 1941                       | Ректор Запорожской медицинской академии последипломного образования, заведующий кафедрой госпитальной хирургии Запорожского государственного медицинского университета, доктор медицинских наук, профессор. | 24 декабря 2003  |
| Нуриев, Нури Али оглы                  | 20 мая 1920 — 18 января 2016        | | 6 октября 2010   |
| Орехов, Тихон Иванович                 |                                     | Директор Запорожского производственного предприятия «Неон» Украинского общества глухих |                  |
| Осипов, Николай Яковлевич              |                                     | Председатель правления, генеральный директор ОАО «Запорожский завод сварочных флюсов и стеклоизделий». | 15 октября 2003  |
| Петровский, Виталий Григорьевич        |                                     | генеральный директор ПАО "Страховая компания «Оранта-Сич», президент общественной организации «Коммунарский клуб руководителей» | 25 сентября 2013 |
| Поляк, Александр Владимирович          | 23 сентября 1948 — 22 февраля 2003  | Городской голова Запорожья в 2000—2003 годах. | 16 июля 2003     |
| Порада, Алексей Николаевич             | 17 июня 1928 — 10 февраля 2001      | Герой Социалистического Труда, «Заслуженный машиностроитель Украины», народный депутат Украины. | 29 января 1998   |
| Пресняк, Игорь Степанович              |                                     | | 26 августа 2015  |
| Пьянков, Евгений Александрович         | 27 ноября 1921 — 24 октября 1996    | Советский и партийный деятель. 1-й секретарь Запорожского городского комитета КПУ | 5 октября 2011   |
| Ратнер, Леонид Анатольевич             | р. 26 декабря 1937                  | Заслуженный работник физической культуры и спорта Украины, заслуженный тренер Украины, заслуженный тренер СССР | 29 августа 2018  |
| Ребро, Пётр Павлович                   | 19 мая 1932 — 22 марта 2014         | Советский и украинский поэт, прозаик, драматург, публицист, литературовед, переводчик, журналист. | 3 октября 2012   |
| Редя, Вячеслав Васильевич              | 20 октября 1955                     | Украинский дирижёр, народный артист Украины. | 24 сентября 2008 |
| Рубанов, Пётр Акимович                 | 19 августа 1920 — 12 апреля 2017    | Лётчик. Герой Советского Союза | 24 марта 2010    |
| Рябец, Мотря Митрофановна              | 9 ноября 1913—1981                  | Врач — педиатр, депутат Верховного Совета СССР. | 4 ноября 1968    |
| Сацкий, Виталий Антонович              | 22 апреля 1930 — 26 октября 2017    | Председатель правления, генеральный директор ОАО Металлургический комбинат «Запорожсталь», Герой Украины. | 28 апреля 1999   |
| Скрипочка, Олег Иванович               | 24 декабря 1969                     | Лётчик-космонавт Российской Федерации | 5 октября 2011   |
| Скрябин, Владимир Владимирович         | июль 1908 — 23 декабря 1988         | Советский государственный и партийный деятель. | 20 октября 1978  |
| Соболевский, Иван Викентьевич          | 15 сентября 1909 -??                | Управляющий трестом «Запорожалюминстрой» в 1950—1971 годах. Заслуженный строитель РСФСР. | 23 сентября 2009 |
| Судец, Владимир Александрович          | 23 октября 1904 — 6 мая 1981        | Герой Советского Союза, Народный герой Югославии, Герой Монгольской Народной республики, Маршал авиации. | 29 августа 1970  |
| Трипольский, Стефан Федорович          | 23 декабря 1899 — 14 января 1987    | Заслуженный строитель РСФСР. | 26 октября 1967  |
| Хаджинов, Леонид Петрович              | 28 апреля 1927                      | Президент Правобережной ассоциации промышленников. | 21 августа 1997  |
| Хамула, Андрей Федотович               | 15 августа 1939 — 12 августа 2010   | Заслуженный строитель РСФСР. | 29 сентября 1988 |
| Харлова, Валентина Гавриловна          |                                     | Почётный учитель, признанный мастер украинской вышивки. Член Национального союза мастеров народного искусства. | 30 августа 2017  |
| Черепаха-Волкова, Любовь Александровна | р. 3 апреля 1964                    | Заслуженный мастер спорта Украины, заслуженный мастер спорта Международной конфедерации мастеров гиревого спорта, судья Международной категории Международной конфедерации мастеров гиревого спорта, обладатель мировых рекордов. | 29 августа 2018  |
| Чертков, Евгений Александрович         | Род. 24 октября 1938                | Советский и украинский спортсмен и тренер по греко-римской борьбе. Мастер спорта СССР, заслуженный тренер СССР, заслуженный тренер Украины, заслуженный работник физической культуры и спорта Украины. | 30 августа 2017  |
| Чмиль, Григорий Трофимович             | 21 марта 1920                       | Работник торговли, заслуженный наставник молодежи СССР. | 28 марта 2007    |
| Чуйков, Василий Иванович               | 12 февраля 1900 — 18 марта 1982     | Советский военачальник, Маршал Советского Союза, дважды Герой Советского Союза. | 13 октября 1973  |
| Шама, Николай Михайлович               | 9 июня 1937                         | Ветеран Службы безопасности Украины. | 29 августа 2007  |
| Швырева, Нина Ивановна                 |                                     | Заслуженный строитель РСФСР | 27 октября 1967  |
| Якименко, Семён Семёнович              | 27 сентября 1914 — н/д              | Заслуженный металлург РСФСР | 4 ноября 1968    |
| Яланский, Валентин Антонович           | 7 ноября 1928 — 2 января 2002       | Председатель Запорожского горисполкома в 1974—1987 годах. | 18 ноября 1998   |